# Anthony Colby (Politiker)

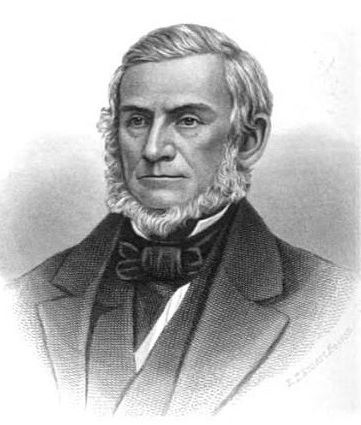
Anthony Colby

Anthony Colby (* 13. November 1792 in New London, Merrimack County, New Hampshire; † 13. Juli 1873) war ein US-amerikanischer Politiker und von 1846 bis 1847 Gouverneur des Bundesstaates New Hampshire.

## Frühe Jahre und politischer Aufstieg
Colby besuchte die örtlichen Schulen seiner Heimat. Danach begann er eine erfolgreiche geschäftliche Laufbahn. Unter anderem war er an der Einrichtung einer Postkutschenlinie zwischen Hanover und Lowell (Massachusetts) beteiligt. Außerdem errichtete er eine Getreidemühle und war am Aufbau eines Sensen- und Mähgeschäfts beteiligt. Mähgeräte, vor allem Sensen, wurden damals in der Landwirtschaft dringend benötigt. Gleichzeitig machte Colby in der Miliz seines Staates Karriere. Dort bekleidete er im Jahr 1814 den Rang eines Fähnrichs. Bis zum Jahr 1837 war er zum Generalmajor aufgestiegen.
Zwischen 1828 und 1832 sowie zwischen 1837 und 1839 war Colby Abgeordneter im Repräsentantenhaus von New Hampshire. Er wurde Mitglied der Whig Party. In den Jahren 1833 und 1835 bewarb er sich erfolglos um ein Mandat im US-Repräsentantenhaus. Ebenso erfolglos blieben seine Kandidaturen für das Amt des Gouverneurs von New Hampshire in den Jahren 1843 bis 1845.

## Gouverneur von New Hampshire und weiterer Lebenslauf
Im Jahr 1846 wurde er dann doch zum neuen Gouverneur seines Staates gewählt. Anthony Colby trat seine einjährige Amtszeit am 4. Juni 1846 an. Diese Zeit wurde von den Ereignissen des Mexikanisch-Amerikanischen Kriegs überschattet, zu dem auch New Hampshire seinen Beitrag leisten musste. Die Zustimmung zu dem Krieg war aber in New Hampshire keineswegs einhellig. Noch 1846 lehnte die Legislative den Krieg und dessen Unterstützung ab. Ein Jahr später stimmte sie mit einer ganz knappen Mehrheit zu. Im Jahr 1847 bewarb sich Colby erfolglos um eine Wiederwahl. Daher musste er am 3. Juni 1847 sein Amt aufgeben. Danach zog er sich eine Zeit lang aus der Politik zurück, ehe er zwischen 1860 und 1861 nochmals Mitglied im Repräsentantenhaus seines Staates wurde. Anthony Colby war auch der Gründer und Sponsor des Colby-Sawyer College. Außerdem war er zwanzig Jahre lang Kurator des Dartmouth College. Anthony Colby starb am 13. Juli 1873 und wurde in New London beigesetzt. Er war zweimal verheiratet und hatte insgesamt drei Kinder.